# شرمت پرمانف
شرمت پرمانف (به انگلیسی: Shermet Permanov) زاده ۶ ژوئن ۱۹۹۱، کشتی گیر کشور ترکمنستان است. از افتخارات وی می‌توان به کسب مدال برنز بازی‌های آسیایی ۲۰۱۴ اشاره کرد. 